# Gabii

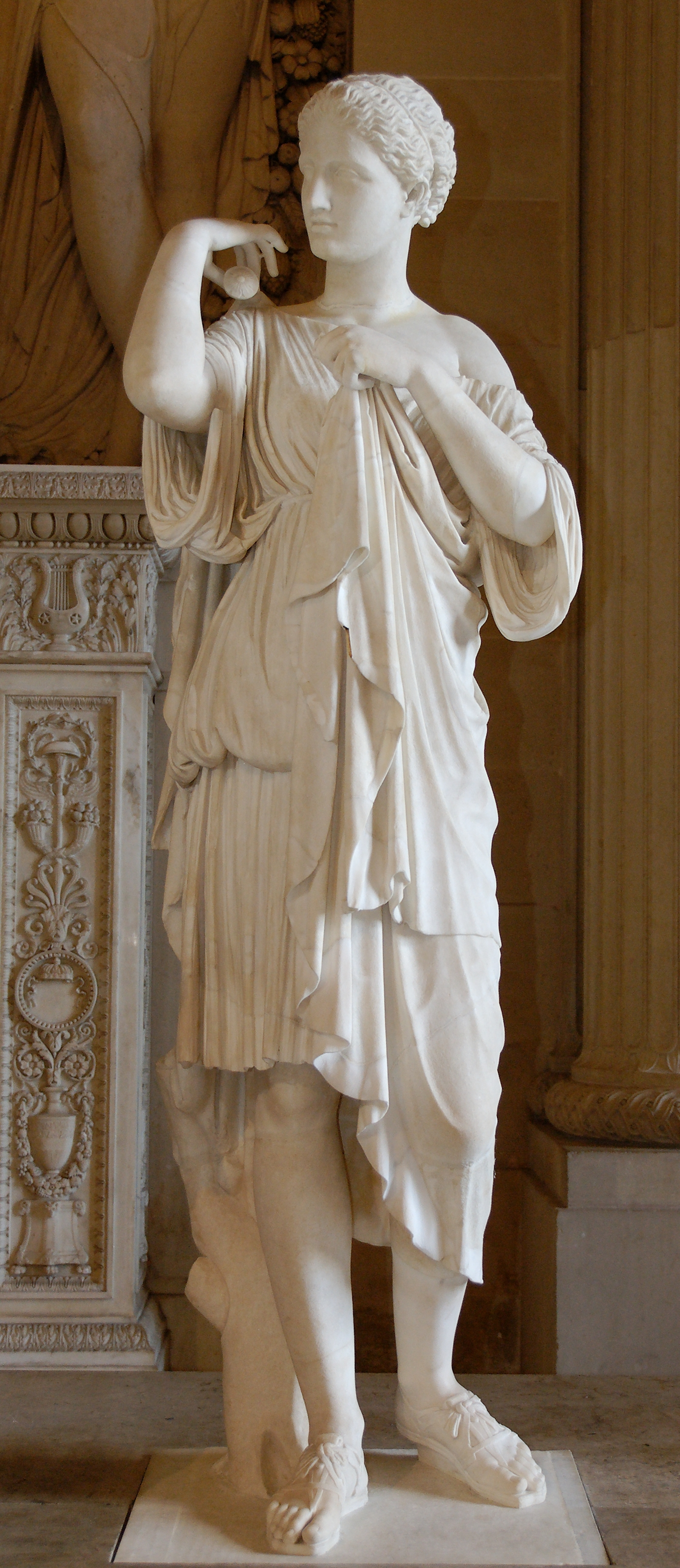
Artemisa de Gabii, mármol romano del reinado de Tiberio (14-37 d. C.), copia de un original griego atribuido tradicionalmente a Praxíteles. Hallada en 1792 por Gavin Hamilton, actualmente en el Museo del Louvre.

Gabii o Gabios fue una antigua ciudad del Lacio, situada a unos 20 km al este de Roma, en la ribera sureste de un lago de origen volcánico ya desaparecido llamado Lago di Castiglione. Esta era una ubicación ventajosa, estando cerca de las rutas que iban al norte, este y oeste.
Gabii fue supuestamente fundada por Alba Longa o los sículos, una de las tres principales tribus indígenas de la antigua Sicilia. La región que llegaría a albergar la ciudad había estado habitada desde mediados de la edad de bronce, si bien la urbanización de la zona probablemente no empezara antes del comienzo de la segunda mitad del siglo VIII a. C.. Este proceso terminó probablemente a finales del siglo VII a. C. y, en su cima, los límites de la ciudad encerraban aproximadamente 1,9 km². Por Gabii discurría la Vía Prenestina, que en época antigua era conocida como Via Gabina.

## Leyenda
Hay una leyenda acerca de que Rómulo y Remo fueron criados en Gabii, donde aprendieron todo lo que sabían, desde literatura al uso de las armas griegas. Como se cuenta en la Historia de Roma de Tito Livio, Gabii entró en guerra con Roma durante el reinado de Tarquinio el Soberbio y, tras un éxito inicial, fue derrotada gracias al uso de artimañas por parte de Tarquinio y su benjamín Sexto. Dionisio de Halicarnaso afirma que Tarquinio fue indulgente con Gabii, y que el subsiguiente tratado, cuyo texto original fue escrito en una piel de buey con la que se cubrió un escudo de madera, se conservaba en su época en el templo romano de Sancus.

## Impacto
La importancia de Gabii en la historia primitiva de Roma resulta también evidente en todas partes: la adopción del cinctus Gabinus (una forma de vestir la toga que dejaba libres los brazos) por parte de los romanos en ciertas ceremonias, el papel único que jugaron los augures reflejado en el término específico ager Gabinus usado por estos y su presencia en una fórmula romana para jurar.

## Desarrollos posteriores
Su historia subsiguiente es oscura. Gabii fue un aliado de Roma después tras el 493 a. C., y volvemos a oír su nombre en el siglo I a. C. como lugar pequeño e insignificante. De hecho, desde el final del periodo republicano la ciudad fue despoblándose debido al uso extensivo de la cantera de lapis Gabinus, que estaba justo debajo de la ciudad arcaica. Cicerón y los poetas augustos usaron a Gabii como ejemplo de ciudad que había caído desde su antigua cima. Sabemos por inscripciones que desde la época de Augusto o Tiberio en adelante gozó de una organización municipal. Sus baños fueron famosos, y Adriano, que fue responsable de gran parte de la renovada prosperidad de las pequeñas ciudades del Lacio, parece haber sido un patrón muy generoso, construyendo un senado (Curia Aelia Augusta) y un acueducto. Tras el siglo III, Gabii prácticamente desaparece de la historia, aunque sus obispos siguieron siendo mencionados en documentos eclesiásticos hasta finales del siglo IX.

## Restos

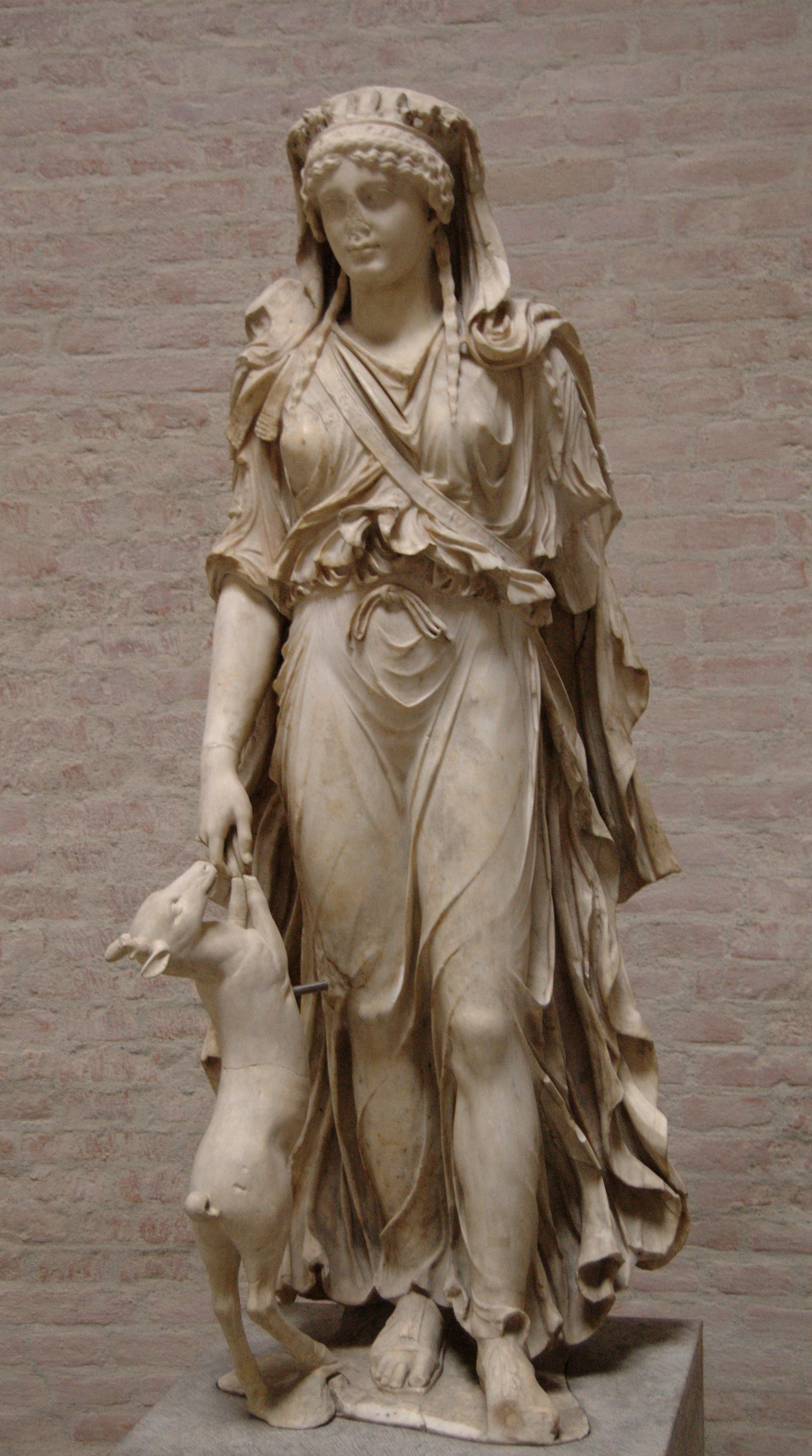
Diana excavada en 1792 por Gavin Hamilton y vendida a Luis I de Baviera (Gliptoteca de Múnich).

La ciudadela de Gabii está actualmente señalada por las ruinas de la fortaleza medieval de Castiglione. El vestigio más prominente de Gabii es un templo en ruinas, generalmente atribuido a Juno, que tenía seis columnas jónicas o corintias en la fachada y seis a cada lado, excluyendo la parte trasera. El templo estaba formado por una sola estancia, y fue construido de lapis Gabinus, una piedra resistente al fuego que se ha hallado en las canteras cercanas a Gabii y que también se abrió paso hasta algunos edificios de la propia Roma. El templo estaba ubicado en medio de una plataforma, que tenía una columnata de estilo dórico por detrás que se extendía a los lados. Esta columnata quedaba frente a estancias que probablemente fuesen usadas como tiendas. El plano es interesante, pero el estilo arquitectónico fue aparentemente mixto. Al oeste del templo estaba el Lago di Castiglione y al este quedaba el Foro, donde realizó excavaciones Gavin Hamilton en 1792. Todos los hallazgos realizados se incorporaron a la colección Borghese, si bien muchas de ellas fueron llevadas a París por Napoleón y permanecen aún en el Louvre. Las estatuas y bustos son particularmente abundantes e interesantes: además de las deidades (Venus, Diana, Némesis, etcétera), aparecen Agripa, Tiberio, Germánico, Calígula, Claudio, Nerón, Trajano y Plotina, Adriano y Sabina, Marco Aurelio, Septimio Severo, Geta, Gordiano III y otros. Las inscripciones narran principalmente asuntos locales y municipales.